# C/1769 P1 (Messier)
C/1769 P1 (Messier) ist ein Komet, der im Jahr 1769 mit dem bloßen Auge gesehen werden konnte. Er wird aufgrund seiner außerordentlichen Helligkeit zu den „Großen Kometen“ gezählt.

## Entdeckung und Beobachtung
Am Marineobservatorium in Paris war Charles Messier gerade dabei, mit einem Fernrohr routinemäßig den Himmel nach Kometen abzusuchen, als er am späten Abend des 8. August 1769 knapp über dem Horizont im Sternbild Widder ein kleines Nebelfleckchen auffand. Am Tag darauf konnte er es bereits mit bloßem Auge erkennen und aufgrund seiner Bewegung am Sternhimmel als Komet bestätigen.
In der zweiten Augusthälfte wurde der Komet immer besser sichtbar, da er Sonne und Erde laufend näherkam. Am 15. August konnte Messier schon einen Schweif von 6 Winkelgrad Länge erkennen. Giovanni Domenico Maraldi und César François Cassini de Thury beobachteten den Kometen ab 22. August, zunächst mit einem Teleskop, später freiäugig. Chinas Hofastronomen berichteten erstmals am 24. August von einem „Besenstern“ im Südosten; Jean François Marie de Surville sichtete ihn am Morgen des 26. August von einem Schiff vor den Philippinen und beschrieb ihn als „geschweift... [aber] nicht hell“.
Die Helligkeit des Kometen nahm jedoch immer mehr zu. Während Eustachio Zanotti ihn am 28. August in Bologna beobachtete, stellte Messier in derselben Nacht einen 15° langen Schweif fest. James Cook, der mit der Endeavour den Südpazifik durchsegelte, sah den Kometen erstmals am 30. August morgens. Am dunklen Himmel konnte er den Schweif über 42° verfolgen, während Maraldi und Cassini einen Tag später nur 18° Länge feststellten. Der Unterschied war offenbar durch lokale Sichtbedingungen verursacht.
Gegen Ende August 1769 wurde der Komet von vielen Schiffen aus gesehen, aber diese Berichte enthalten wenig zusätzliche Informationen. Am 3. September sah Messier den Kometenschweif mit 36° Länge, zwei Tage später bereits mit 43°. Der Schweif zeigte jetzt eine Krümmung, während der Kometenkopf leicht rötlich erschien. In den folgenden Tagen waren helle parallele Strahlen im Kometenschweif zu erkennen. Der Schweif wurde immer länger und am 9. September von Messier mit 55° gemessen.

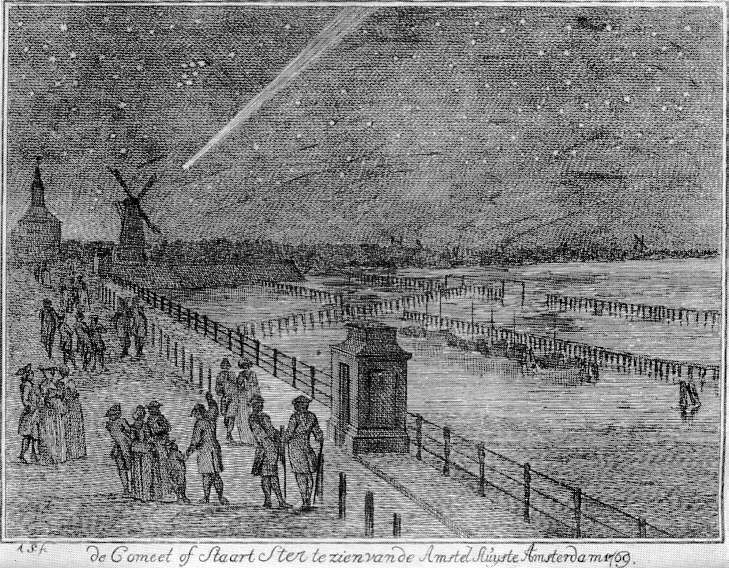
Der Große Komet von 1769 über Amsterdam

Bis der Komet am 10. September der Erde am nächsten kam, hatte sich der Schweif nach Messiers Beobachtung bereits auf 60° Länge entwickelt. Am 11. September beobachtete Alexandre Guy Pingré auf einem Schiff zwischen Teneriffa und Cádiz einen über 90° langen Schweif, allerdings waren nur die ersten 40° sehr hell, während das Ende des Schweifs extrem lichtschwach war.
Im Laufe des Septembers wurde der Komet in der Dämmerung immer schwieriger zu beobachten und der sichtbare Schweif schrumpfte. Messier sah ihn zum letzten Mal vor seiner Annäherung an die Sonne am 16. September, Maraldi sogar noch am 18. September in der Dämmerung.
Jérôme Lalande hatte im September vorläufige Bahnelemente berechnet, nach denen der Periheldurchgang des Kometen am 7. Oktober erfolgen sollte. Ab Mitte Oktober begannen viele Wissenschaftler daher wieder nach dem Kometen zu suchen. Er konnte am Royal Greenwich Observatory am 23. Oktober mit einem kurzen, breiten und schwachen Schweif aufgefunden werden, Messier sah ihn einen Tag später wieder am Abendhimmel – immer noch freiäugig sichtbar, aber schwierig zu erkennen. Im Teleskop konstatierte er einen hellen Kern und einen nur 2° kurzen Schweif. Joseph-Louis Lagrange sah am 25. Oktober in Mailand einen blassen Schweif, aber einen helleren Kern als im September.
Im November wurde der Komet immer noch von vielen Beobachtern verfolgt, doch nur Messier notierte genaue Beschreibungen. Am 17. November war der Komet noch schwächer geworden und sein Schweif 1,5° lang, aber nach dem 18. November konnte ihn Messier nicht mehr mit bloßem Auge erkennen, weitere Beobachtungen waren nur noch teleskopisch möglich. Die Chinesen berichteten, dass der Komet am 25. November „vollständig verschwunden“ war. Messier und Maraldi sahen den Kometen zuletzt am 1. Dezember, nur Pehr Wilhelm Wargentin konnte ihn noch bis zum Abend des 3. Dezember verfolgen.
Seine maximale Helligkeit von 0 mag erreichte der Komet am 22. September.

## Wissenschaftliche Auswertung
Für den Kometen wurden sehr ähnliche Bahnelemente berechnet durch eine große Anzahl von Astronomen, darunter Lalande, Giuseppe Asclepi, Cassini, Anders Johan Lexell, Leonhard Euler, Pingré, Adrien-Marie Legendre und Friedrich Wilhelm Bessel. Lexell, Asclepi, Pingré und Bessel berechneten sogar Elemente für eine elliptische Umlaufbahn.

## Umlaufbahn
Für den Kometen konnte aus 37 Beobachtungen über 101 Tage durch Bessel eine elliptische Umlaufbahn bestimmt werden, die um rund 41° gegen die Ekliptik geneigt ist. Die Bahn des Kometen verläuft damit schräg gestellt zu den Bahnebenen der Planeten. Im sonnennächsten Punkt der Bahn (Perihel), den der Komet am 8. Oktober 1769 durchlaufen hat, befand er sich mit etwa 18,4 Mio. km Sonnenabstand weit innerhalb des Bereichs der Umlaufbahn des Merkur. Bereits am 5. September hatte er sich der Venus bis auf etwa 97 Mio. km genähert, während er am 10. September die Erde in etwa 48 Mio. km (0,32 AE) Distanz passierte. Am 3. Oktober kam er der Venus ein weiteres Mal bis auf etwa 89 Mio. km nahe. Die große Sonnen- und Erdnähe war mit ein Grund für seine beobachtete Helligkeit.
Nach den Bahnelementen von Bessel und ohne Berücksichtigung nicht-gravitativer Kräfte hatte seine Bahn einige Zeit vor der Passage des inneren Sonnensystems eine Exzentrizität von etwa 0,99925 und eine Große Halbachse von etwa 164 AE, so dass seine Umlaufzeit bei etwa 2100 Jahren lag. Er könnte somit im Altertum bereits um das Jahr −330 erschienen sein. Durch die Anziehungskraft der Planeten, insbesondere durch einen Vorbeigang am Jupiter im März/April 1770 in etwa 4 ¾ AE Abstand, wurde seine Bahnexzentrizität auf etwa 0,99913 und seine Große Halbachse auf etwa 139,5 AE verringert, so dass sich seine Umlaufzeit auf etwa 1650 Jahre verkürzt. Wenn er um das Jahr 2590 den sonnenfernsten Punkt (Aphel) seiner Bahn erreicht, wird er etwa 41,7 Mrd. km von der Sonne entfernt sein, fast 279-mal so weit wie die Erde und mehr als neunmal so weit wie Neptun. Seine Bahngeschwindigkeit im Aphel beträgt nur etwa 0,05 km/s. Der nächste Periheldurchgang des Kometen wird möglicherweise um das Jahr 3415 stattfinden. In Anbetracht der unsicheren Bahnparameter sind alle angegebenen Daten nur als ungefähre Werte zu betrachten.

## Meteorschauer auf dem Mars
Die Umlaufbahn des Kometen kommt der Umlaufbahn des Mars bis auf etwa 3,3 Mio. km nahe. Staubpartikel des Kometen, die sich entlang seiner Umlaufbahn bewegen, dürften also regelmäßig Meteorschauer auf dem Mars verursachen – immer dann, wenn dieser etwa alle 687 Tage eine bestimmte Stelle seiner Bahn durchläuft. Die Meteore dringen dann auf der Nordhemisphäre des Planeten um die Mitternachtsrichtung mit 41 km/s in dessen Atmosphäre ein.